# 大内弘盛
大内 弘盛（おおうち ひろもり）は、周防国の在庁官人、武士。大内氏の第17当主。

## 生涯
平安時代末期の後白河院の院政時代、周防は法皇の知行国であった。治承元年（1177年）6月の鹿ケ谷の陰謀で多々良盛保、多々良盛房、多々良弘盛、多々良忠遠らは連座して伊豆、常陸、下野、安房に流罪にされた。治承2年（1177年）10月5日に4人とも罪を許されたが、このため在庁で重きを成しだしたのが弘盛であった。弘盛は寿永年間から大内介・権介を称している。
源平合戦では平氏追討を務める源範頼らに周防を前線基地として提供し、源氏に味方をすることで地歩を固めていく。壇ノ浦の戦い後には、在庁の最高権力者としての地位を固め、法皇により周防に派遣された重源の国務行為を、地頭と共に妨害したりしている。
以後、弘盛の子孫によって大内介は継承されていくことになる。